# Parafia św. Stanisława Kostki w Dębsku
Parafia pw. Świętego Stanisława Kostki w Dębsku – parafia rzymskokatolicka należąca do dekanatu mławskiego wschodniego, diecezji płockiej, metropolii warszawskiej. Poprzednio należała do dekanatu mławskiego, diecezji płockiej, metropolii warszawskiej.